# بيوت الأدارسة
بيوت الأدارسة أحد المواقع التاريخية والأثرية بمحافظة صبيا الواقعة في منطقة جازان جنوب غربي السعودية، والموقع عبارة عن مجموعة من أطلال قصور أسرة الأدارسة التي أسست ما عرف بإمارة الأدارسة وقد حكمت هذه الأسرة منطقة المخلاف السليماني و تهامة عسير قبل العهد السعودي في منتصف القرن الماضي بين الفترة 1906 - 1934 على يد مؤسسها محمد بن علي الإدريسي.

## نبذة
تتكون بيوت الأدارسة من خمسة عشر غرفة بعضها مجالس وأخرى تحتوي على رفوف، وبعضها مستطيلة وأخرى مربعة، زخرفت بعض جدرانها بنقوش تشبه النقوش الموجودة في المغرب العربي، وغطيت الجدران الأثرية بطبقة من الجص، وسقفها كان مبنياً بأخشاب الأشجار.

## الوصف العام
عبارة عن خمس عشر غرفة للضيافة أو السكن وبئر ومسجد وكانت تحتوي على فتحة باب والحائط المقابل عبارة عن ست عقود تتعد وظائفها من تعليمي أو للزينة أو لتعليق حوائجهم، ويطل مدخل البيت من الجهة الشمالية عبر بواباتها الثلاث على مسجد حيث تتبين القبلة ومازالت قواعدها قائمة وبالقرب منها بئر حيث حفر لزائريها وطابي العلم

### الواجهات
تتكون الوجاهات من الحجر البركاني وطوب الاجر المحروق الأحمر المنتظم بالجص ويتراوح ارتفاع الوجهات إلى 7 أمتا تقريبا وتوجد بها فتحات للتهوية والإضاءة وفتحات الأبواب.

### الفتحات
تتمثل الفتحات في الأبواب وكذلك فتحات الشبابيك التي تجمل صدور العرف وتزين بمختلف العقود والزخارف الهندسية والنباتية المستوحاة من الطراز المغربي والعثماني والأندلسي والبيزنطي وتتمثل أيضا فتحات داخلية بالسور مربعة الشكل.

## معرض صور

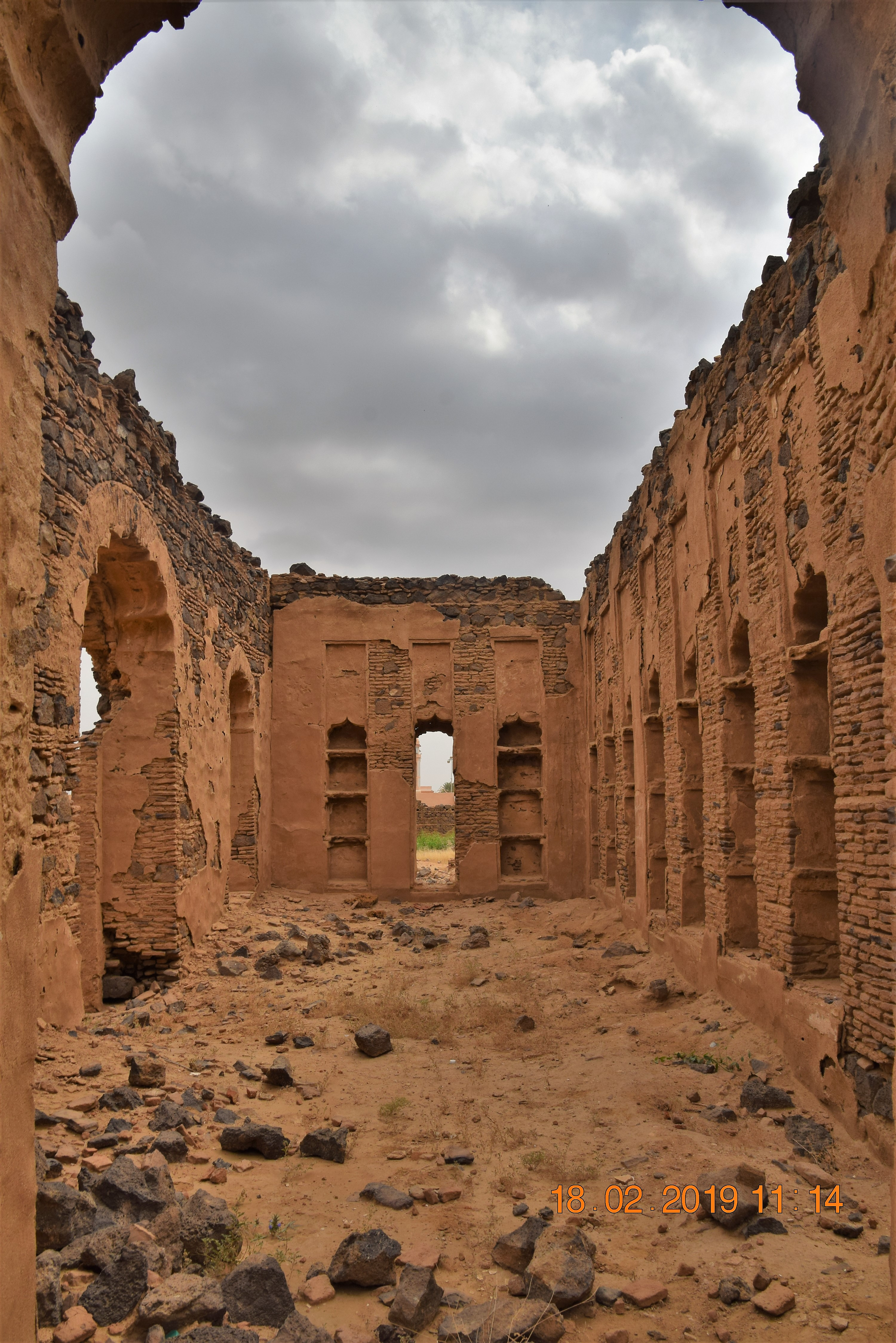
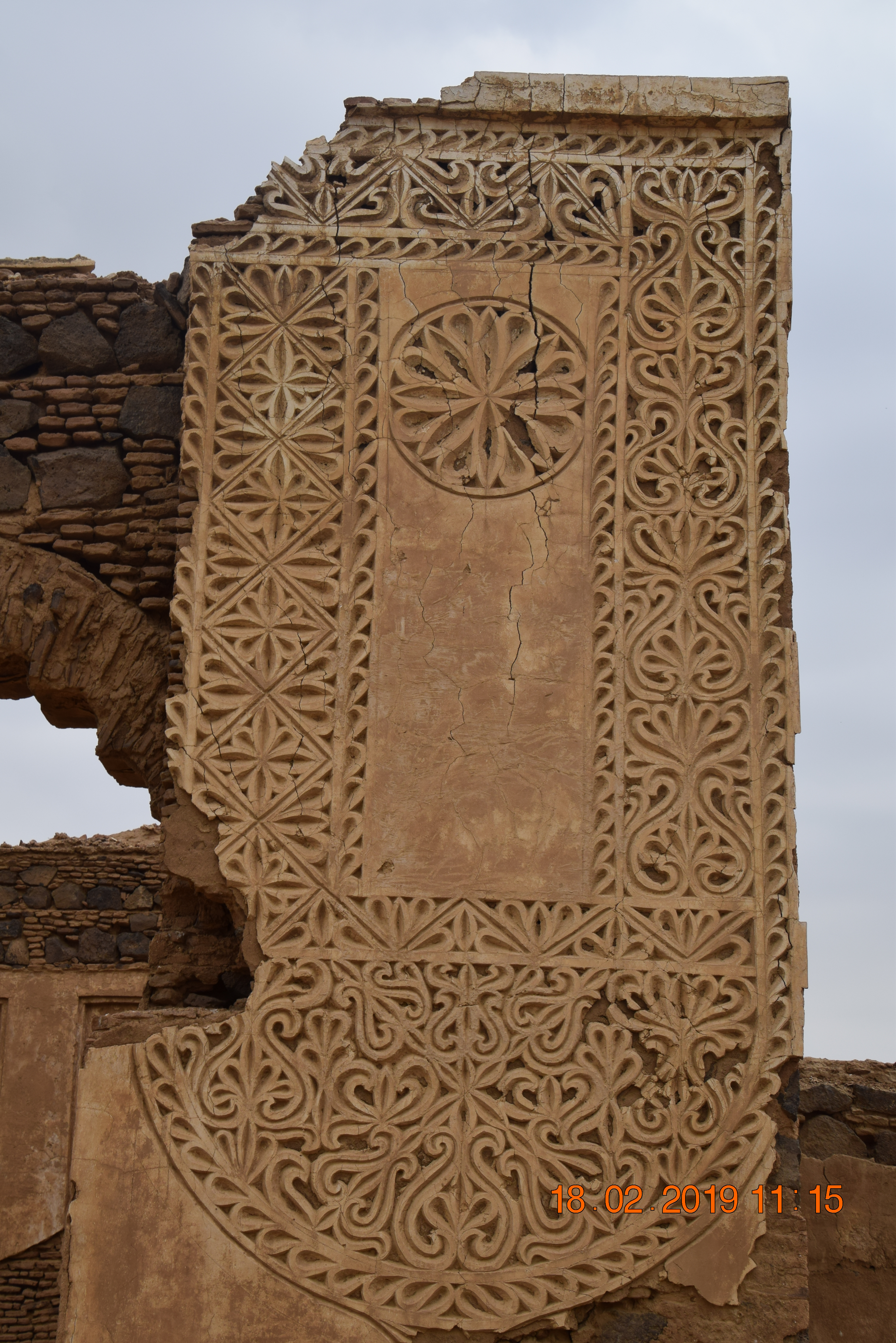